# شهرام محمودی
شهرام محمودی خاتون‌آبادی (متولد ۲۹ تیر ۱۳۶۷) ملی پوش سابق والیبال و مربی فعلی اهل ایران است.
وی در حال حاضر به عنوان کمک مربی در تیم پاس گرگان فعالیت میکند.

## دوران نونهالی و حرفه‌ای
شهرام محمودی از سن نونهالی با وجود حضور برادرش بهنام باوالیبال دست و پنجه نرم می‌کرد، درحالی که فوتبال هم علاقه داشت و بازی می‌کرد. در کنار ورزش مورد علاقه اش می درسطح استان و کشور را باکسب مقام نایب قهرمانی توانست در کارنامهٔ نونهالی خودش داشته باشد. سپس به همین نسبت در دوره‌های تحصیلی راهنمایی و دبیرستان به درس و والیبال خودش ادامه داد. شهرام محمودی سابقه بازی در تیم‌های آیدانه چالدران، پیکان تهران، پتروشیفوتبال، ورزش حرفه‌ایِ برادرش را به صورت رسمی در آموزش و پرورش دنبال می‌کرد. در دورهٔ تحصیلی ابتدایی با مربیگری علی بهرامی فرود و حبیب دهقان هم‌بازیِ گذشتهٔ برادرش بهنام توانست در جشنواره‌های مینی والیبال استان تهران و مسابقات مدارس شرکت کند. همچنین اولین بازی رسمی بندر امام، آلومینیوم بندرعباس، کاله مازندران، متین ورامین و شهرداری ارومیه را داراست. او برادر بهنام محمودی است. محمودی قبل از والیبال، دروازه‌بان تیم فوتبال نوجوانان پیکان بود و بعد به والیبال رو آورد.
او از پیکان توسط بهروز عطایی به کاله آورده شد و به دلیل بازی‌های خوبی که از خود به نمایش گذاشت توسط خولیو ولاسکو به تیم ملی والیبال ایران دعوت شد.
وی از سال ۲۰۱۴ تا ۲۰۱۷ سه مرتبه به عنوان باارزش‌ترین بازیکن باشگاه‌های آسیا انتخاب شده‌است.

## تیم ملی
شهرام محمودی از سال ۲۰۱۳ تا ۲۰۱۶ پیوسته در تیم ملی والیبال ایران حضور داشت تا سرانجام پس از اتمام بازی‌های المپیک۲۰۱۶ با وجود دعوت شدن به تیم ملی، تصمیم گرفت به مصدومیت‌های کهنهٔ خود رسیدگی کند و مدتی از بازی‌های ملی دور باشد.

## افتخارات

### ملی
- قهرمانی مردان آسیا ۲۰۱۳
- المپیک آسیایی اینچئون ۲۰۱۴
- قهرمانی جوانان جهان ۲۰۰۷

### باشگاهی
- لیگ برتر والیبال ایران ۱۳۸۷ با پیکان
- لیگ برتر والیبال ایران ۱۳۸۸ با پیکان
- لیگ برتر والیبال ایران ۱۳۹۰ با کاله مازندران
- لیگ برتر والیبال ایران ۱۳۹۱ با کاله مازندران
- لیگ برتر والیبال ایران ۱۳۹۲ با متین ورامین
- لیگ برتر والیبال ایران ۱۳۹۴ با بانک سرمایه
- لیگ برتر والیبال ایران ۱۳۹۳ با شهرداری ارومیه
- جام باشگاه‌های آسیا ۲۰۰۸ با پیکان
- جام باشگاه‌های آسیا ۲۰۰۹ با پیکان
- جام باشگاه‌های آسیا ۲۰۱۲ با کاله مازندران
- جام باشگاه‌های آسیا ۲۰۱۳ با کاله مازندران
- جام باشگاه‌های آسیا ۲۰۱۴ با متین ورامین
- جام باشگاه‌های آسیا ۲۰۱۶ با بانک سرمایه
- جام باشگاه‌های آسیا ۲۰۱۷ با بانک سرمایه

### فردی
- بهترین اسپکر جام باشگاه‌های آسیا ۲۰۱۲
- باارزش‌ترین بازیکن جام باشگاه‌های آسیا ۲۰۱۴
- باارزش‌ترین بازیکن جام باشگاه‌های آسیا ۲۰۱۶
- باارزش‌ترین بازیکن جام باشگاه‌های آسیا ۲۰۱۷